# Шпак Анатолій Петрович
Анатолій Петрович Шпак (рос. Анатолий Петрович Шпак; 12 травня 1949, Невинномиськ — 29 червня 2011, Київ) — український вчений у галузі фізики твердого тіла, фізичного матеріалознавства, доктор фізико-математичних наук, професор. Перший віце-президент, головний учений секретар Національної академії наук України, академік Національної академії наук України (з 14 квітня 1995 року), іноземний член Російської академії наук, іноземний член-кореспондент Австрійської академії наук в Секції математичних та природничих наук цієї академії (з 28 квітня 2006 року). Директор Інституту металофізики імені Г. В. Курдюмова НАН України.

## Біографія
Народився 12 травня 1949 року у місті Невинномиську Ставропольського краю (Росія). У 1971 році закінчив фізичний факультет Ростовського державного університету і того ж року розпочав трудову діяльність в Інституті металофізики АН УРСР в Києві.
Як зазначає у своїй книжці, Ігор Шаров, Анатолій Петрович — відомий спеціаліст у галузі фізики твердого тіла, який зробив великий внесок у розвиток цілого ряду напрямів сучасного матеріалознавства. На основі результатів фундаментальних досліджень атомної та електронної будови низькорозмірних систем він розробив фізико-хімічні основи нового напряму — кластерного матеріалознавства. При цьому був широко використаний сучасний арсенал експериментальних методів: рентгенівська та рентгеноелектронна спектроскопія, електронна мікроскопія та електронографія, ЯМП, ЕПР, ЯГР, EXAFS-спектроскопія, високоінформативні методи структурного аналізу. Особливе місце в роботах Шпака та його учнів належить дослідженню принципово нового класу наноматеріалів — металевих кластерів. Розроблено спеціальну технологію отримання кластерів розміром 1-10 нм із плазмового стану в магнітному полі складної структури. Експериментально доведена можливість формування металевих кластерів із віссю симетрії п'ятого порядку, забороненою законами класичної кристалографії. В тонких плівках, сформованих з ікосаедричних кластерів, виявлені аномально високі магнітні та електрофізичні характеристики.
З 1985 року завідував лабораторією, з 1996 року — відділом спектроскопії поверхні твердого тіла, з 1998 року також завідував кафедрою прикладної фізики фізико-технічного факультету НТУУ «КПІ», з 2002 року очолив Інститут металофізики імені Г. В. Курдюмова НАН України.

Могила Анатолія Шпака

Жив в Києві. Помер 29 червня 2011 року. Похований в Києві на Байковому кладовищі (ділянка № 42).

## Наукова і громадська діяльність
Автор кількох сотень наукових робіт. На основі фундаментальних досліджень атомної та електронної структури низьковимірних систем Анатолієм Шпаком були розроблені фізико-хімічні основи нового наукового напрямку — кластерного матеріалознавства.
Був головним редактором наукових журналів «Металлофизика и новейшие технологии», «Успехи физики металлов» і збірника наукових праць «Наносистеми, наноматеріали, нанотехнології»; членом редколегій низки наукових часописів, серед яких: «Вісник НАН України», «Доповіді НАН України», «Искусственный интеллект», «Наука та наукознавство», «Наукові вісті Національного технічного університету України „Київський політехнічний інститут“», «Фізика і хімія твердого тіла» та «Українського реферативного журналу „Джерело“».
Був членом багатьох міжнародних і національних наукових товариств, комісій, очолював відділення Комітету з Державних премій України в галузі науки і техніки.

## Відзнаки
Заслужений діяч науки і техніки України, двічі лауреат Державних премій України в галузі науки і техніки(1992; 2002).
Нагороджений українськими орденами князя Ярослава Мудрого IV та V ступенів, «За заслуги» III ступеня, а також російським орденом Дружби.